# Натальевка (Молдова)
Натальевка (рум. Natalievca) — село в Фалештском районе Молдавии. Является административным центром коммуны Натальевка, включающей также сёла Белеуцы, Комаровка, Ивановка, Поповка и Цапок.

## География
Село расположено на высоте 182 метров над уровнем моря.

## Население
По данным переписи населения 2004 года, в селе Натальевка проживает 565 человек (269 мужчин, 296 женщин).
Этнический состав села:
| Национальность | Число жителей | Процентный состав |
| -------------- | ------------- | ----------------- |
| украинцы       | 464           | 82.12             |
| молдаване      | 58            | 10.27             |
| русские        | 40            | 7.08              |
| прочие         | 3             | 0.53              |
| Всего          | 565           | 100 %             |